# 开放水域潜水
开放水域潜水(Open water diving)是指在开放水域环境中进行的潜水，潜水员可以通过直接的垂直上升不受限制地接触到地球大气层的可呼吸空气。其他可能存在的环境危害并不影响此分类。开放水域潜水意味着如果出现问题，潜水员可以直接垂直上升到大气中呼吸空气，因此也理解到，在此限制下，分阶段的减压义务与开放水域潜水是不兼容的，尽管这并不影响环境的分类。这个含义体现在名为开放水域潜水员（Open Water Diver）及其变体的认证中。

## 开放水域环境
在潜水中，开放水域是指不受限制的水体，例如海洋、湖泊、河流或潜水采石场。它与顶部封闭环境（overhead environment）形成对比，在顶部封闭环境中存在阻碍直接垂直上升到水面的物理障碍物；也与被水淹没的受限空间（confined space）不同，后者可能没有足够的空间自由活动。在开放水域中，潜水员拥有与地球大气层接触的水面的直接垂直通道。
根据定义不属于开放水域的环境包括顶部封闭环境，在这些环境中的潜水被称为穿透潜水（Penetration diving）。这可能涉及进入洞穴或沉船，或在冰层或大型船舶船体下方潜水。在某些语境下，缺乏减压义务被认为是将潜水归类为开放水域潜水的必要条件，因为减压义务是对立即上升到水面的程序和安全限制。但这并不影响该场地被归类为开放水域。
穿越式潜水结构（Swim-throughs）——休闲潜水术语，指拱门和短小、清澈的隧道，其末端能看到自然光，并且有足够的净空，理论上潜水员可以在通过最狭窄处时不会接触两侧、底部或顶部。这从技术上讲是一种顶部封闭环境，但潜水员常常忽略这点，因为不存在在内部迷路的风险，且被困的风险通常较低。
潜水员从在封闭水域或平静水域（benign water）（如游泳池）学习潜水技能开始，逐步过渡到在开放水域练习技能。在开放水域中，环境不受限于一个小的、受控的区域和深度，条件更接近潜水员可能使用的天然水体环境，并且潜在危害及相关风险的范围显著扩大。在此语境下，封闭水域和平静水域是开放水域的特殊情况，因为它们符合无障碍通往水面这一更普遍的条件。
一些休闲潜水员认证机构（Diver certification agency）在其入门级潜水员认证（diver certification）的标题中使用了该术语的变体。开放水域潜水员（Open Water Diver）认证意味着该潜水员有资格在无限制水域中潜水，但需遵守各种关于条件的约束，尤其是其能力仅限于在拥有自由通往水面通道的开放水域中潜水。
存在几种具有更具体名称的开放水域环境变体。还有一些通常也属于开放水域环境的特定命名潜水环境。

### 开放海域
开放水域的极端情况是深邃的远洋，此处的海底深度对潜水员而言无关紧要，因为潜水员几乎没有可能存活足够长的时间抵达那里。开阔的远洋海水通常异常清澈，但也并非总是如此。在开放水域中，缺乏天然的深度视觉参照物，因此深度监测与控制对潜水员的安全至关重要。

### 蓝水潜水

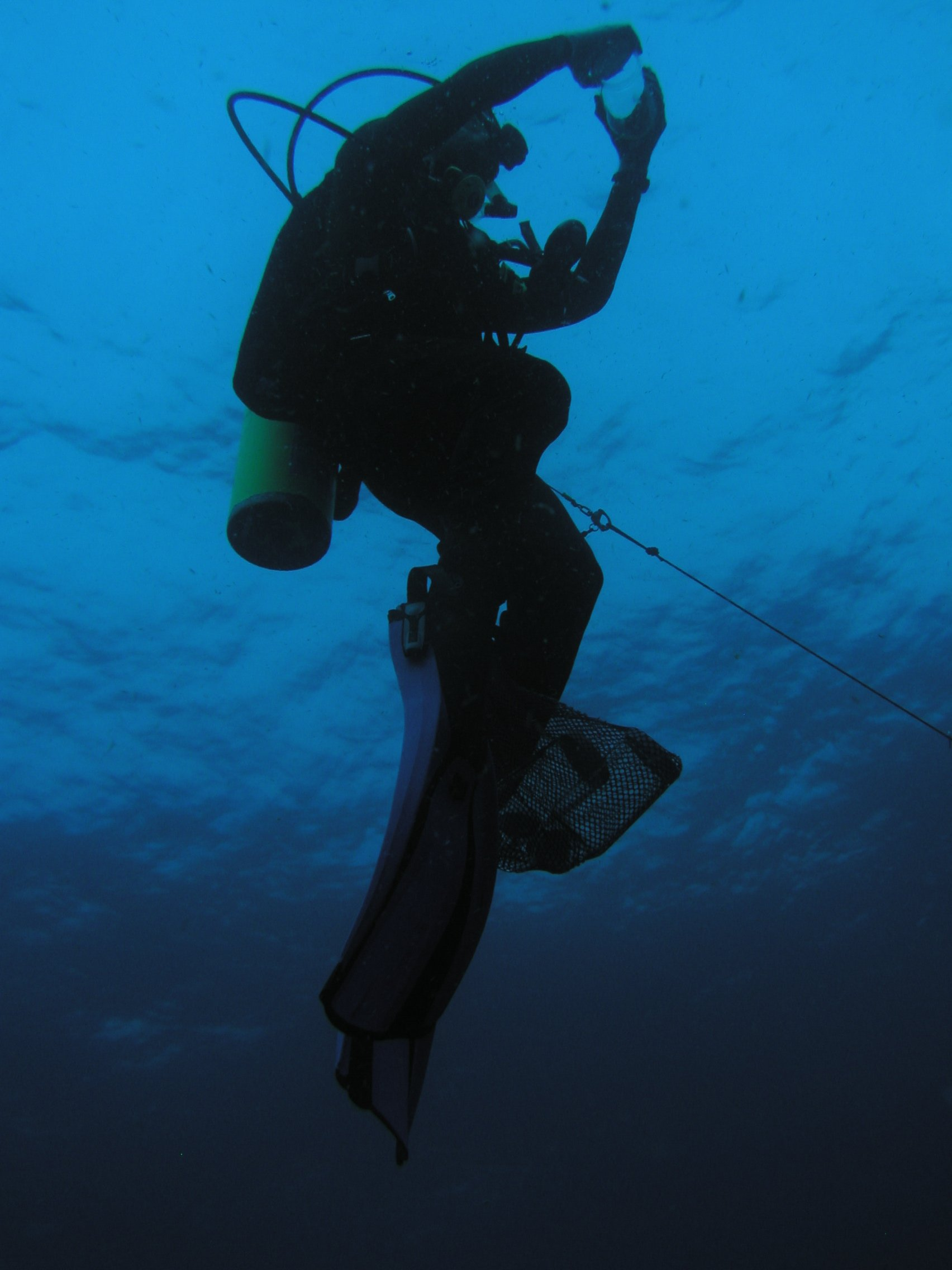
图注：蓝水潜水中的系留潜水员正在观察水柱中的生物群

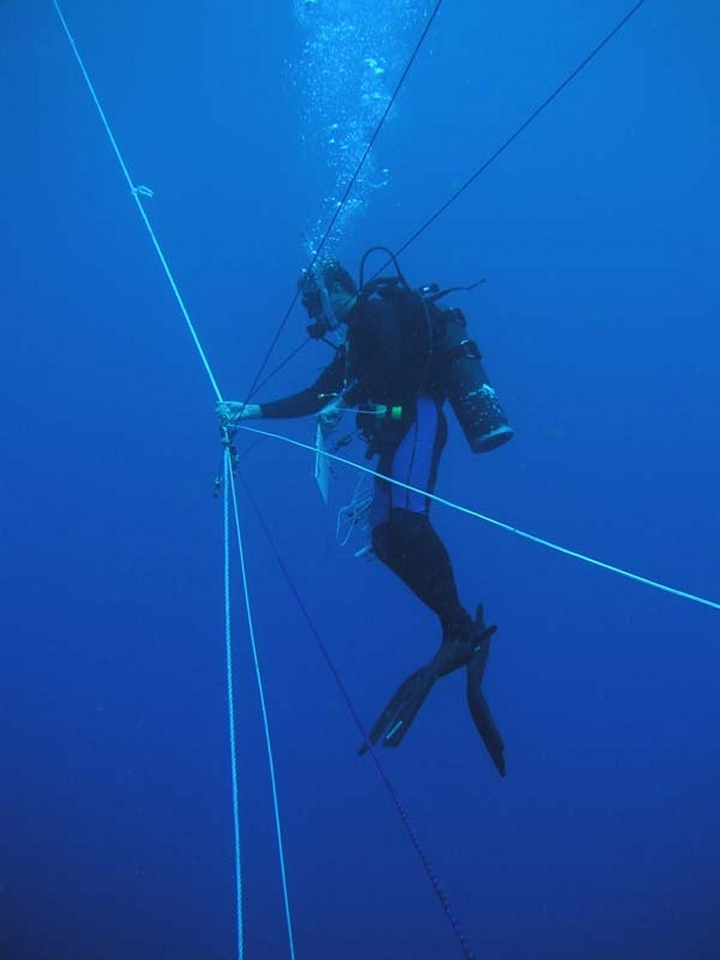
图注：海洋科学家协调一次由4名同伴参与的蓝水潜水——每名潜水员位于一根绳索的末端，每根绳索通过一个配重和滑轮系统保持拉紧状态

蓝水潜水(Blue-water diving)是在中水层（mid-water）进行的潜水，潜水员在此处看不到水底，并且可能没有固定的视觉参照物。科学潜水员进行蓝水潜水是为了直接观察和采样远洋生物及颗粒物，特别是那些脆弱且透明的胶质浮游动物（gelatinous zooplankton），这些生物通过其他方法相对难以获取。 休闲潜水员也进行蓝水潜水，以观察和拍摄在近岸水域不易看到的一系列生物。
多年来，蓝水潜水的技术不断发展，以适应这种环境条件并应对其特有的危险：该环境在功能上是“无底”的，且没有固定的可见位置参照物。专注于近距离观察微小生物或仪器的潜水员，其深度感、浮力感、对水流、涌浪、其他潜水员、大型生物甚至水面方向的感知能力都可能会减弱。
对于有数名工作潜水员参与的科学蓝水采集潜水，一种公认的操作规程是将工作潜水员系留在一个连接至水面平台的中央枢纽上，并安排一名水中安全潜水员负责看管该枢纽。系绳穿过枢纽上的导缆器（fairleads），并在末端用配重拉紧，这样可以消除绳索的松弛，从而降低缠绕风险，并防止绳索末端穿过导缆器。系绳的作用是限制潜水员远离枢纽的距离，该枢纽通常固定在一根由水面大型浮标支撑的坚固下行绳上，并通过配重保持垂直。水面浮标使潜水员能够在系绳约束下在水柱中自由移动，并随流漂移。系绳还允许安全潜水员与工作潜水员之间通过绳索信号进行沟通。水面平台（通常是一艘小船）可以系泊在浮标上；如果风力大到造成问题，则可以部署一个海锚（parachute sea anchor）以最小化漂移。风阻通常会使浮标和小船位于海锚的下风处。系绳的另一端通过某种形式的快速释放卸扣（quick-release shackle）连接到潜水员的背带或浮力补偿装置（BC）上。 这些规程和设备也可在夜间使用。
如果部署了海锚以限制漂移，则必须使其远离潜水员，以最大程度地降低缠绕风险，并且应为其加装浮标，以防在无风时下沉。出于同样原因，海锚缆绳应使用浮力绳索。蓝水潜水作业会受到水况和天气条件的限制，包括风力、海况、洋流强度、能见度以及是否存在具有攻击性的捕食者。

### 黑水潜水
黑水潜水(Black-water diving)是指在夜间，尤其是在无月之夜进行的中水层潜水。这种环境被称为“黑水（black-water）”。 术语“黑水”也可能用于指在零能见度或污水中进行的潜水。Christopher Newbert，《彩虹海深处》（*Within a Rainbow Sea*, 1984）一书的作者，被认为是早期的黑水潜水员。 他在书中描述了独自在近海进行深度达150英尺（46）的夜间潜水。 黑水潜水常作为休闲潜水员的摄影机会，因为那里有大量在白天或近岸水域不易见到的浮游生物。 这被称为黑水摄影（blackwater photography）。
通常使用带配重的下行绳（downline）来提供稳定的垂直参照。这些下行绳可以系在船上，也可以用浮标支撑。每位潜水员可以用较短的系绳连接到下行绳上，以确保潜水员不会离船太远或潜得太深。 下行绳上可能会标记灯光以指示深度并吸引活动生物。 可以观察到种类繁多的动物，包括许多在白天生活在环境压力潜水员无法到达的深处、并在昼夜垂直迁徙（diel vertical migration）周期中沿水柱垂直迁移的物种。 其中许多生物具有生物发光（bioluminescent）特性，或是透明的，或两者兼具。
船只的运动方式与潜水员不同，而潜水员的运动方式又与浮游生物不同，这使得潜水员需要调整位置，以获得足够的时间来构图并拍摄这些漂移的目标。船只会受水流和风的影响而漂移，而潜水员和浮游生物则随水流漂移。如果有风，船只将会拖动下行绳；如果下行绳系在浮标上，它就会拖动浮标及系着的潜水员。如果潜水员游到拖曳作用的前方，他们将有一小段时间随浮游生物漂移并拍照，直到系绳的松弛部分被拉紧，此时浮游生物就会被甩在后面。 这种漂移问题可以通过设置海锚来缓解，海锚可将风漂移减少到可忽略不计的程度。潜水员应远离海锚悬索的缠绕危险区域。

### 限制水域
与开阔海洋相对的另一极端是限制水域(Confined water)，它是指有物理屏障、潜水员不可能无意中游出指定区域的开放水域。通常，这也指已知风险低、危害最小——即“良性水域”的区域。
该术语常指进行潜水员初始技能训练的游泳池或水箱环境，这种环境既是“限制的”也是“良性的”。昆士兰州政府为休闲潜水目的将限制水域定义为：“提供类似泳池的条件、良好能见度、且深度足够浅以使所有潜水员都能站立且头部完全露出水面的水域”。 其他定义则不要求如此浅的深度，但可能有深度限制。
限制水域具有良性水域的某些特征，即不可能意外离开该环境，但尽管术语“限制水域”的某些用法暗示了良性条件，该含义并非该术语所固有，因为在逻辑上，封闭空间内的水域也可称为限制水域，而此类限制水域可能包含显著的危险。

### 良性水域
良性水域 (Benign water) 是指具有可直接接触的自由水面、风险极低且无未知危险、潜水员不太可能或不可能意外进入更高风险区域的开放水域。有些定义还增加了深度限制，并规定该水域同时也必须是限制水域。
良性环境是指风险低的环境，潜水员在其中走失、被困或暴露于基本水下环境以外的危险的可能性极小或根本不存在。这些环境适合进行关键生存技能的初始训练，包括游泳池、训练水箱、水族箱以及一些浅水且受保护的海岸线区域。